# الكأس الممتاز الليبي 2003
بطولة الكأس الممتاز الليبي 2003 هي النسخة السابعة من بطولة الكأس الممتاز الليبي، والنسخة السادسة من البطولة التي تقام بنظام المباراة الواحدة، وقد فاز فيها نادي الاتحاد بثالث كأسٍ له وهو ثاني فوز له على التوالي. أقيمت هذه البطولة بين نادي الاتحاد بطل الدوري الليبي الممتاز [الإنجليزية] ونادي النصر بطل كأس الفاتح، وقد لُعبت المباراة على ملعب 11 يونيو في يوم 29 أغسطس 2003 وانتهت بفوز الاتحاد على النصر بنتيجة 3–0.

## المباراة
| الاتحاد | 3–0 | النصر |
| ------- | --- | ----- |
|         |     |       |